# Уотсон, Серено
Серено Уотсон (1 декабря 1826 года, Ист-Уинсор-Хилл, Коннектикут — 9 марта 1892 года, Кембридж) — американский ботаник.
Получив высшее образование в Йельском университете в 1847 году, он присоединился к экспедиции Кларенса Кинга и в конечном счёте стал ботаником этой экспедиции. В 1873 году был назначен помощником по гербарию в Гарвардском университете, а позже стал куратором этого гербария, кем являлся до самой смерти. Он описал около 50 видов растений.
В честь учёного был назван род пальм Serenoa (Сереноя) из Северной Америки.